# Arsham Parsi
Arsham Parsi es un activista iraní-canadiense de derechos LGBT en las comunidades persa y musulmanas.

## Activismo
Las actividades a favor de la comunidad LGBT de Parsi comenzaron en 2001 cuando fundó una lista de correo llamada Rainbow Group. Poco más tarde comenzó la página web Gay Persian Boy, que ya no existe. Según iba incrementándose el número de participantes de la lista de correo, se cambió el nombre a Persian Gay and Lesbian Organization (PGLO) y más tarde a Iranian Railroad for Queer Refugees, habitualmente conocido por el acrónimo IRQR. Las oficinas de la organización están a 2008 en Toronto, Canadá, y tiene sucursales en los Países Bajos y en Irán, donde es clandestina, puesto que la organización está prohibida.
Parsi es el director ejecutivo de IRQR y director de la revista Cheraq, editada en Internet. Es miembro de la International Lesbian and Gay Association (Asociación Internacional de Lesbianas y Gays; ILGA), con base en Bruselas, y embajador de Irán en la International Lesbian and Gay Cultural Network (Red cultural internacional de lesbianas y gais; ILGCN), con sede en Estocolmo. Además es director del comité cultural de la Iranian Association of University of Toronto (Asociación iraní de la Universidad de Toronto; IAUT), miembro del grupo de Toronto del Rainbow Railroad y en el comité consultivo de la Fundación Hirschfeld Eddy.

## Biografía
Parsi nació en Shiraz, Irán. Habiéndose dado cuenta de muy joven de su homosexualidad, no fue hasta los 15 años que, tras descubrir Internet, consiguió romper su aislamiento. A los 22 estaba trabajando pra la PGLO y estaba en contacto con médicos para conseguir tests del VIH, además de apoyar por correo electrónico a adolescentes homosexuales con pensamientos suicidas. Las estrictas leyes contra la homosexualidad forzaron a Parsi a mantener su trabajo en secreto frente a su familia y amigos. Pero en marzo de 2005, Parsi descubrió que la policía lo buscaba y huyó de Irán hacia Turquía, donde pasó trece meses. Sin posibilidad de volver a su país, Parsi se refugió en Toronto, Canadá, donde vive desde el año 2008.